# Julen Guerrero Calvo
Julen Guerrero Calvo (Castro-Urdiales, Cantabria, 27 de marzo de 1996), más conocido como Julen G., es un actor, director de escena y dramaturgo español.

## Biografía
Nació en Castro-Urdiales en 1996. Desde muy joven ha estado vinculado al teatro, participando en diferentes obras y representaciones teatrales. Desde niño comenzó tomando clases de teatro en el Teatro Municipal de Casto-Urdiales y participando anualmente en las representaciones de la Pasión Viviente de Castro-Urdiales.
Se formó en arte dramático e interpretación con David Valdelvira y Sandra Tejero, en la escuela superior de artes escénicas Ánima eskola, formándose como actor de método, bajo la metodología Stanislavsky-Vajtángov-M.Chéjov-Meyerhold (método ruso). Allí coincidió con las también actrices Carmen Climent, Nerea Elizalde, Lorea Lyons y Ane Inés Landeta, junto con las que estudió.
Se graduó en arte dramático en la Escuela Superior de Arte Dramático de Castilla y León (ESADCyL) (2015-2019), con especialización en dirección escénica y dramaturgia. Posteriormente, cursó un máster en pensamiento y creación escénica también en la Escuela Superior de Arte Dramático de Castilla y León (2019-2020).
En 2013 interpretó Los bajos fondos de Máximo Gorki, una producción dirigida por el director de escena David Valdelvira y escenificada en el Teatro Campos Elíseos, junto a Ane Inés Landeta, entre otros miembros del reparto.
En el año 2014 interpretó la obra Sueño de una noche de verano de William Shakespeare, en el papel de Teseo, una producción dirigida por el director de escena David Valdelvira y escenificada en el Teatro Campos Elíseos, y con Estela Celdrán como asistente de dirección, junto a Carmen Climent, Nerea Elizalde, Lorea Lyons y Ane Inés Landeta, entre otros miembros del reparto. La producción tuvo una notable acogida y se escenificó en varias ocasiones entre los años 2014 y 2015. La producción teatral fue premiada con el Premio Buero Vallejo (2015), en la XII edición de los premios.
En 2016 empezó a formar parte del espacio joven de investigación artística La Nave del Teatro Calderón de Valladolid, participando en la obra Fuegos, estrenada en mayo de 2017 y escrita por Lola Blasco. La obra fue premiada con el premio al «Mejor Espectáculo» del Festival Internacional de Teatro y Arte de Calle de Valladolid. En 2018 también participa en la obra Agora de María Velasco y en 2019 vuelve al Festival TAC con Morlockland. Con esta misma compañía estrenó En Bucle, en el año 2020, formando parte del equipo de dramaturgia.
En el año 2019, dirigió la obra Yo, erómeno, una obra sobre dos hombres que mantienen una relación, con la colaboración del dramaturgo y director escénico José Manuel Mora Ortiz. La obra obtuvo el accésit en los Premios 'Arte Joven' 2020 de Castilla y León (categoría artes escénicas).La obra tuvo una notable acogida y fue representada en distintos teatros de España, entre otros, en el Palacio Euskalduna de Bilbao, en Durango o en Madrid.
Durante los años 2019 y 2020 fue seleccionado como asistente de dirección en dos grandes producciones teatrales. La primera, Yerma (de Lorca), dirigida por Pepa Gamboa y protagonizada por María León. El segundo, En palabras de Jo... Mujercitas, basado en la novela Mujercitas.
Guerrero es cofundador e integrante de la compañía de teatro Atrote Teatro (creada en 2017), con la que ha puesto en escena obras como Un ligero malestar (2018), Yo, erómeno (2019) o Los panes y los peces (2022). En 2022 la compañía fue seleccionada en el marco de residencias del Festival MeetYou de Valladolid. 
También trabaja con la compañía Clamor con la que hizo la dirección y dramaturgia de una adaptación sobre el texto de August Strindberg Amor de Madre. 
En el año 2022 puso en escena la obra Los Panes y los Peces, codirigido por Guerrero y Popy Vegas, en el Festival MeetYou de Valladolid. La puesta en escena tuvo una gran acogida y fue llevada a otros teatros de España, siendo seleccionada en la 25 Feria de Teatro de Castilla y León celebrada en Ciudad Rodrigo.
En los años 2023 y 2024 ha dirigido en el Festival de Música Vocal Rutas de Alba, versiones sobre la zarzuela La Verbena de la Paloma en homenaje al centenario del nacimiento de Tomas Bretón y el Barberillo de Lavapies, respectivamente. 

## Vida personal
Actualmente reside en Madrid. Se separó de su expareja en enero del 2024. Actualmente estudia Historia del arte en la facultad de Geografía e Historia de la Universidad Complutense de Madrid.

## Filmografía

### Televisión
- 2020, The Heritage Project, Intenational Media Ministres

### Teatro
| Año       | Obra de teatro                  | Director/a                      | Personaje | Notas                                                                                    | Ref.                        |
| --------- | ------------------------------- | ------------------------------- | --------- | ---------------------------------------------------------------------------------------- | --------------------------- |
| 2022      | Los panes y los peces           | Popy Vegas y Julen G.           | Abel      | Dentro del Festival MeetYou de Valladolid                                                | [ 29 ] [ 30 ] [ 27 ] [ 28 ] |
| 2021      | Amor de Madre                   | Julen G.                        |           |                                                                                          |                             |
| 2021      | En Bucle                        | Nina Reglero                    |           | Premio al Mejor Espectáculo de Sala en la Feria de Ciudad Rodrigo                        | [ 34 ]                      |
| 2019-2020 | En palabras de Jo... Mujercitas | Pepa Gamboa / Julen G. (asist.) |           |                                                                                          | [ 35 ] [ 22 ]               |
| 2019-2020 | Yerma                           | Pepa Gamboa / Julen G. (asist.) |           | Protagonizada por María León                                                             | [ 20 ] [ 36 ]               |
| 2019      | Yo, erómeno                     | Julen G.                        |           | Premio accésit en el Certamen de Arte Joven del Instituto de Juventud de Castilla y León | [ 37 ] [ 38 ] [ 39 ]        |
| 2018      | Un ligero malestar              | Julen G.                        |           |                                                                                          |                             |
| 2018      | Ágora                           | Nina Reglero                    |           |                                                                                          |                             |
| 2017      | Fuegos                          | Nina Reglero                    |           | Premio Estación Norte Festival TAC Valladolid                                            |                             |
| 2014      | Sueño de una noche de verano    | David Valdelvira                | Teseo     | Teatro Campos Elíseos / Premio Buero Vallejo (2015)                                      | [ 5 ]                       |
| 2013      | Los bajos fondos                | David Valdelvira                | Satín     | Teatro Campos Elíseos                                                                    |                             |
| 2013      | Romancero gitano                | Sandra Tejero                   |           |                                                                                          |                             |

## Premios y nominaciones

### Premios 'Arte Joven' de Castilla y León
| Año  | Categoría       | Por         | Resultado           | Ref.   |
| ---- | --------------- | ----------- | ------------------- | ------ |
| 2020 | Artes escénicas | Yo, erómeno | Finalista / Accésit | [ 14 ] |

### Premios Buero Vallejo
| Año  | Categoría                                       | Por                          | Resultado | Ref.  |
| ---- | ----------------------------------------------- | ---------------------------- | --------- | ----- |
| 2015 | Mejor montaje/producción/representación teatral | Sueño de una noche de verano | Ganadores | [ 9 ] |